# Стенско (дем Нестрам)
 Тази статия е за селото в Гърция.  За селото в България вижте Стенско.  
Стèнско (изписване до 1945 година: Стѣнско; на гръцки: Στενά, Стена, до 1926 година Στένσκο, Стенско, катаревуса: Στένσκον, Стенскон) е село в Егейска Македония, Гърция, част от дем Нестрам (Несторио), област Западна Македония.

## География
Селото се намира в областта Нестрамкол на 25 километра западно от Костур, на 970 m в източното подножие на връх Волче на граничната между Гърция и Албания планина Алевица.

## История

### В Османската империя
В XV век в село Стипенче, Костурско, което може би е Стенско, са отбелязани поименно 115 глави на домакинства. В османските данъчни регистри от средата на XV век Стенче е споменато с 22 семейства на Татуш, Никола, Гон, Гон, Пал, Райос, Гин, Лазор, Толе, Папа Герг, Минкул, Мартин, Гон, Андрия, Михо, Янос, Нико, Герго, Никола, Райко, Лубне и Димо, и три вдовици Стана, Мара и Дела. Общият приход за империята от селото е 1260 акчета.
Според местните предания селото не е много старо и е основано от жителите на село Моноковач, което е отстояло на километър от Стенско, и от което в XX век все още имало следи.
Част от населението на Стенско се изселва в 1791 година в Брацигово заедно със слимничани, орешчани и омотчани. От Стенско произлизат брациговските родове Чулкови и Рашайкови.
В края на XIX век Стенско е чифлик в Хрупишка нахия на Османската империя. Според статистиката на Васил Кънчов („Македония. Етнография и статистика“) в 1900 година Стѣнско има 126 жители българи християни.
На Етнографската карта на Битолския вилает на Картографския институт в София от 1901 година Стенско е чисто българско село в Костурската каза на Корчанския санджак с 18 къщи.
Цялото население на Стенско е гъркоманско под върховенството на Цариградската патриаршия. По данни на секретаря на Българската екзархия Димитър Мишев („La Macédoine et sa Population Chrétienne“) в 1905 година в Стенеско има 144 българи патриаршисти гъркомани и работи гръцко училище.
Гръцка статистика от 1905 година представя Стенско като изцяло гръцко – със 170 жители. Според Христо Силянов в 1906 година селото пострадва от гръцки андартски нападения.
Според Георгиос Панайотидис, учител в Цотилската гимназия, в 1910 година в Стенско (Στένσκο) има 15 семейства.
Според Георги Константинов Бистрицки Стенско преди Балканската война има 7 български къщи.
На етническата карта на Костурското братство в София от 1940 година, към 1912 година Стенско е обозначено като българско селище.

### В Гърция
През Балканската война селото е окупирано от гръцки части и след Междусъюзническата война в 1913 година влиза в Гърция. Боривое Милоевич пише в 1921 година („Южна Македония“), че Стенско има 16 къщи славяни християни. В 1926 година е прекръстено на Стена (в превод теснини).
Жителите традиционно са зидари и частично земеделци.
По време на германската окупация през Втората световна война селото пострадва от италианските и от заместилите ги германски окупатори. По време на Гражданската война селото отново пострадва силно и на практика е напуснато от жителите си. 65 деца от Стенско са изведени от селото от комунистическите части като деца бежанци. От 1941 до 1949 година общо 156 жители на селото го напускат.
| Година    | 1913 | 1920 | 1928 | 1940 | 1951 | 1961 | 1971 | 1981 | 1991 | 2001 | 2011 | 2021 |
| --------- | ---- | ---- | ---- | ---- | ---- | ---- | ---- | ---- | ---- | ---- | ---- | ---- |
| Население | 145  | 130  | 148  | 204  | 25   | 45   | 21   | 4    | 2    | 3    | 1    | 3    |

## Личности
Родени в Стенско
- Георги Ганзовски (1924 - 1986), юрист от Социалистическа федеративна република Югославия
- Рашайко (1751 - ?), майстор строител, преселил се в Брацигово през 1791 г., участвал в реконструкцията на Рилския манастир в 1816 - 1819 г.[17]

Починали в Стенско
- Атанас Кършаков (1880 – 1907), български революционер

Други
- Търпо Рашайков (1930 – 2009), български краевед, по произход от Стенско